# شاخ بزی (سرده)

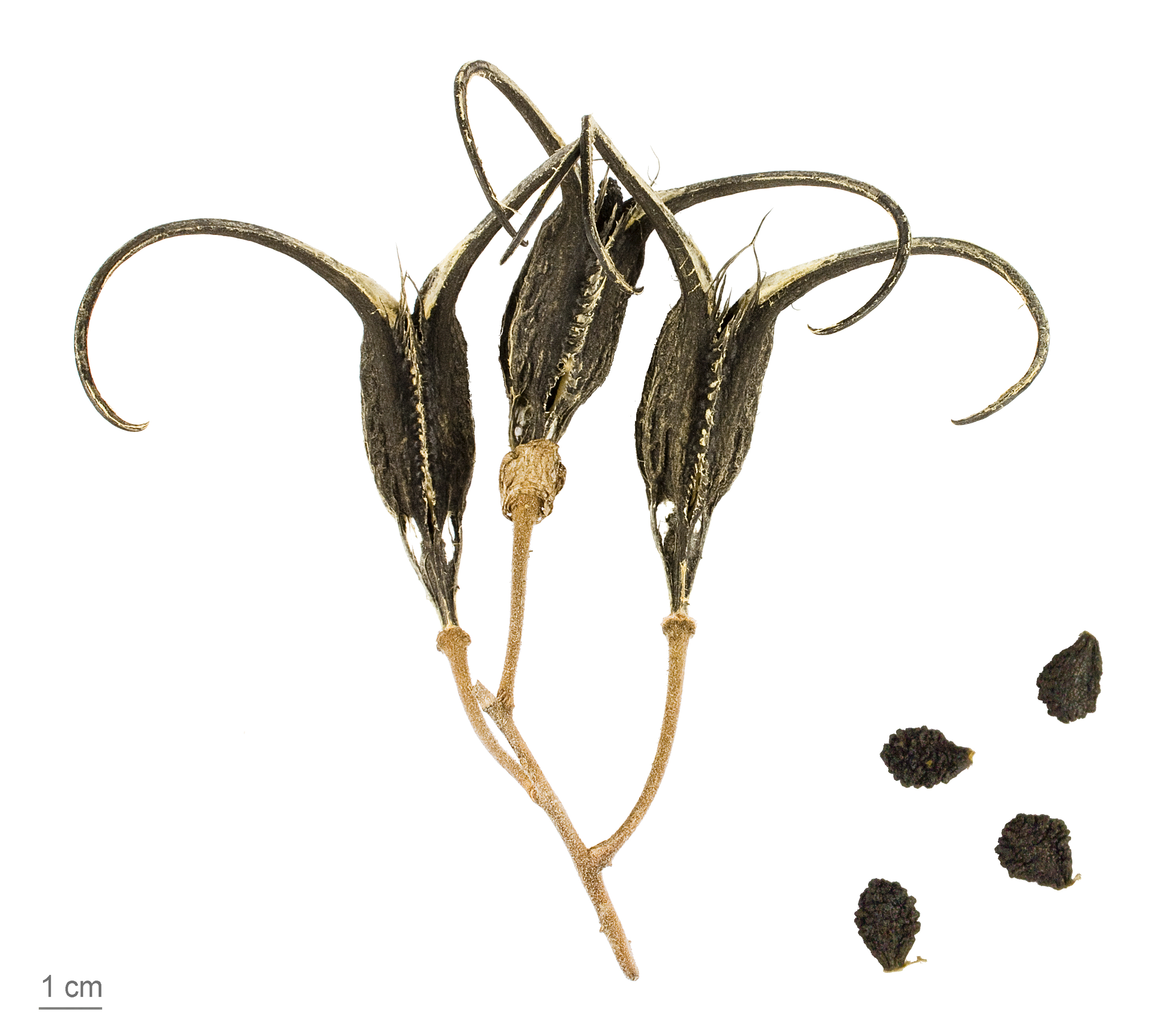
Proboscidea parviflora

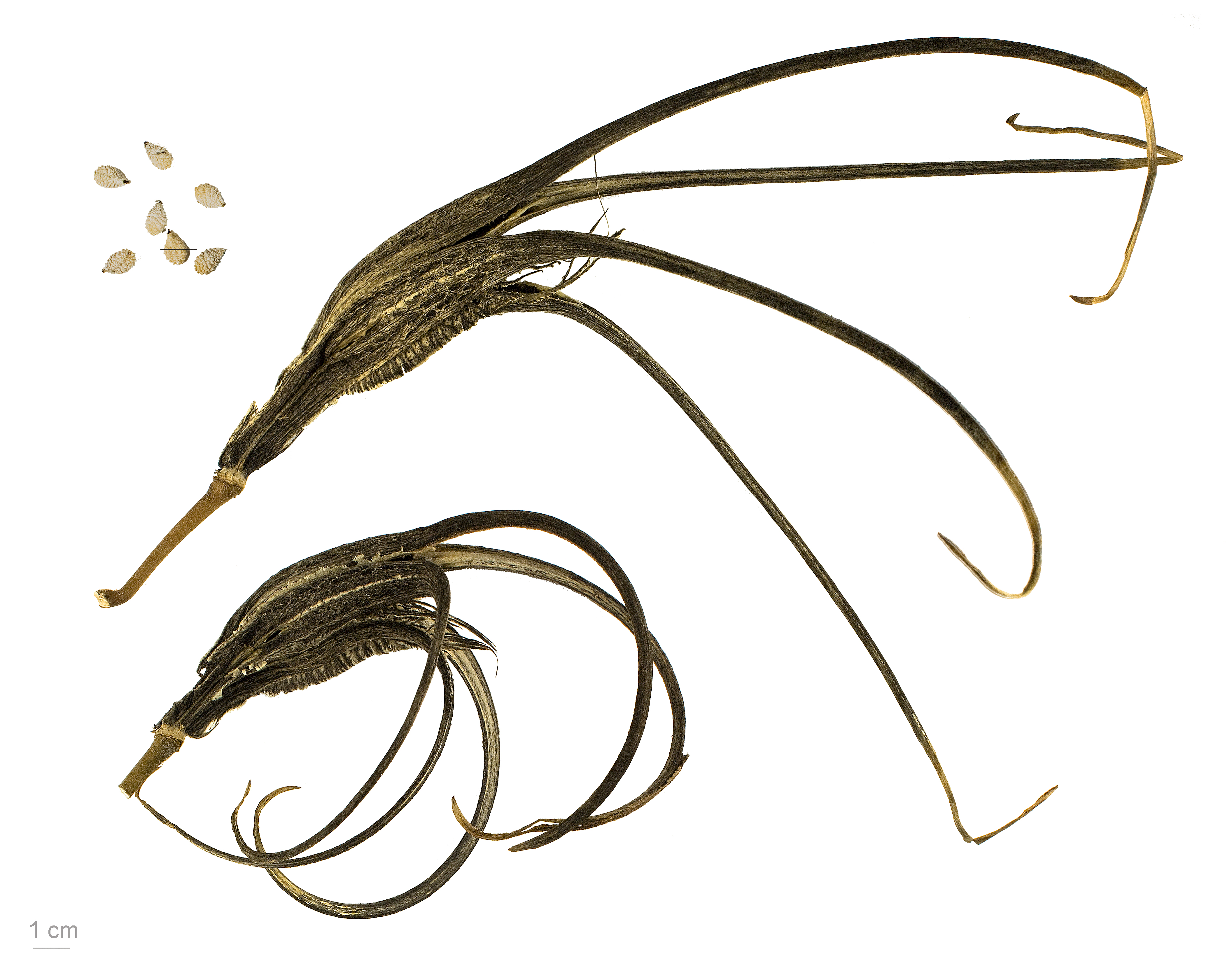
Proboscidea parviflora var.hohokamiana

شاخ بزی، ناخن شیطان (نام علمی: Proboscidea) سرده‌ای از شاخ‌بزیان یکسالهٔ علفی کرک‌دار غده‌ای و بدبو است با حدود هشت گونه که در امریکای جنوبی و جنوب امریکای شمالی پراکنده‌اند؛ برگهای این گیاهان متناوب یا متقابل به شکل تخم‌مرغ یا قلب با دمبرگ بلند است و گلهای آنها دوجنسی و نامنظم با دو لَپ در.